# Geseke
Geseke település Németországban, azon belül Észak-Rajna-Vesztfália tartományban. Lakosainak száma 21 749 fő (2023. december 31.). Geseke Salzkotten, Lippstadt, Erwitte, Rüthen és Büren községekkel határos.

## Népesség
A település népességének változása:
| Lakosok száma | 20 646 | 21 183 | 21 343 | 21 411 | 21 685 | 21 749 |
|               | 1975   | 2017   | 2019   | 2021   | 2022   | 2023   |